# Университет Кёрин
Университет Кёрин (яп. 杏林大学 кё:рин дайгаку) — японский частный университет. Территориально расположен в Митаке (префектура Токио). Статус университета получил в 1970 году.

## Факультеты
- Кампус Митака (Митака, Токио): штаб-квартира
  - Медицины
- Кампус Инокасира (Митака, Токио)
  - Здравоохранения
  - Общественные науки
  - Иностранный язык
- Кампус Хатиодзи (Хатиодзи, Токио)